# Pietro D'Ambrosio
Pietro D'Ambrosio (Serra Pedace, 4 giugno 1924 – Laurignano, 1º settembre 2006) è stato un politico, insegnante e scrittore italiano.

## Biografia
Nasce ad Serra Pedace il 4 Giugno 1924. In seguito alla morte del padre, avvenuta nel 1944 in un campo di prigionia in Kenya, lascia gli studi universitari e, dopo aver trascorso tra anni alle dipendenze del Ministero dell'Agricoltura, si dedica all'insegnamento.
Per la sua opera, svolta a favore dell'istruzione elementare e dell'educazione infantile, gli sono state conferite dal Presidente della Repubblica una medaglia di bronzo nel 1976, una d'argento nel 1984 e una d'oro all'atto del suo pensionamento.
È stato sindaco di Serra Pedace dal 1954 al 1970 e Consigliere Provinciale nel collegio di Aprigliano dal 1975 al 1985.
Nel 2002 pubblica Brigantaggio, Pietro Monaco e Maria Oliverio: Storia e Documenti di un mito della Presila, a cura di Mario Iazzolino, Edizioni brenner, Cosenza.
Muore a Laurignano il 1º settembre 2006.